# Ocneria terebynthi
Ocneria terebynthi is een vlinder uit de familie spinneruilen (Erebidae), onderfamilie donsvlinders (Lymantriinae). De wetenschappelijke naam van deze soort is voor het eerst geldig gepubliceerd in 1839 door  Freyer.
De soort komt voor in tropisch Afrika.